# ألبرت لان
ألبرت لان (29 أغسطس 1885 في المملكة المتحدة - 29 يناير 1948) (بالإنجليزية: Albert Lane)‏ هو لاعب كريكت بريطاني (وحمل سابقاً جنسية المملكة المتحدة لبريطانيا العظمى وأيرلندا). لعب مع نادي مقاطعة ورسسترشاير للكريكيت ‏ ونادي وارويكشاير للكريكيت ‏.

## وصلات خارجية
- ألبرت لان على موقع إي آس بي آن كريك إنفو (الإنجليزية)